# Luisa de Rohan
Luisa de Rohan (Luisa Gabriela Julie; 11. srpna 1704, Paříž – 20. srpna 1780, Chevilly) byla francouzská šlechtična a sňatkem kněžna z Guéméné.

## Život
Luisa se narodila v Paříži jako nejmladší dcera Hercula Mériadeca de Rohan a jeho manželky Anne Geneviève de Lévis do rodu Rohanů s oslovením Výsost. Její matka byla jediné dítě Madame de Ventadour.
Měla čtyři starší sourozence, sestry Louisu Françoise, vévodkyni z La Meilleraye (provdala se za vnuka Hortenzie Mancini a stala se přímým předkem monackých knížat), abatyši Šarlotu, Marii Isabelu, vévodkyni z Tallardu a guvernantku dětí Francie, a bratra Julese, knížete ze Soubise. Jejím strýcem byl štrasburský biskup.
13. srpna 1704 byla pokřtěna jmény Luisa Gabriela Julie. Známá byla jako Louise de Rohan. Její strýc Armand Gaston Maximilien de Rohan, biskup ze Štrasburku, byl údajně synem krále Ludvíka XIV.
Luisa byla zasnoubena se svým o šestnáct let starším bratrancem Herculem Mériadecem, synem a dědicem Karla III. z Guéméné a Charlotte Élisabeth de Cochefilet. Oddáni byli 4. srpna 1718 v klášteře Jouarre, kde byla abatyší její starší sestra Šarlota; nevěstě bylo 13 a ženichovi 29 let. Z manželství se narodilo sedm dětí.
26. října 1737 představila Luisa králi Ludvíkovi XV. a královně Marii Leszczyńské na zámku Fontainebleau svou prvorozenou patnáctiletou dceru Šarlotu Luisu. O dva dny později se dcera provdala za italského knížete z Masserana, španělského velvyslance v Londýně.

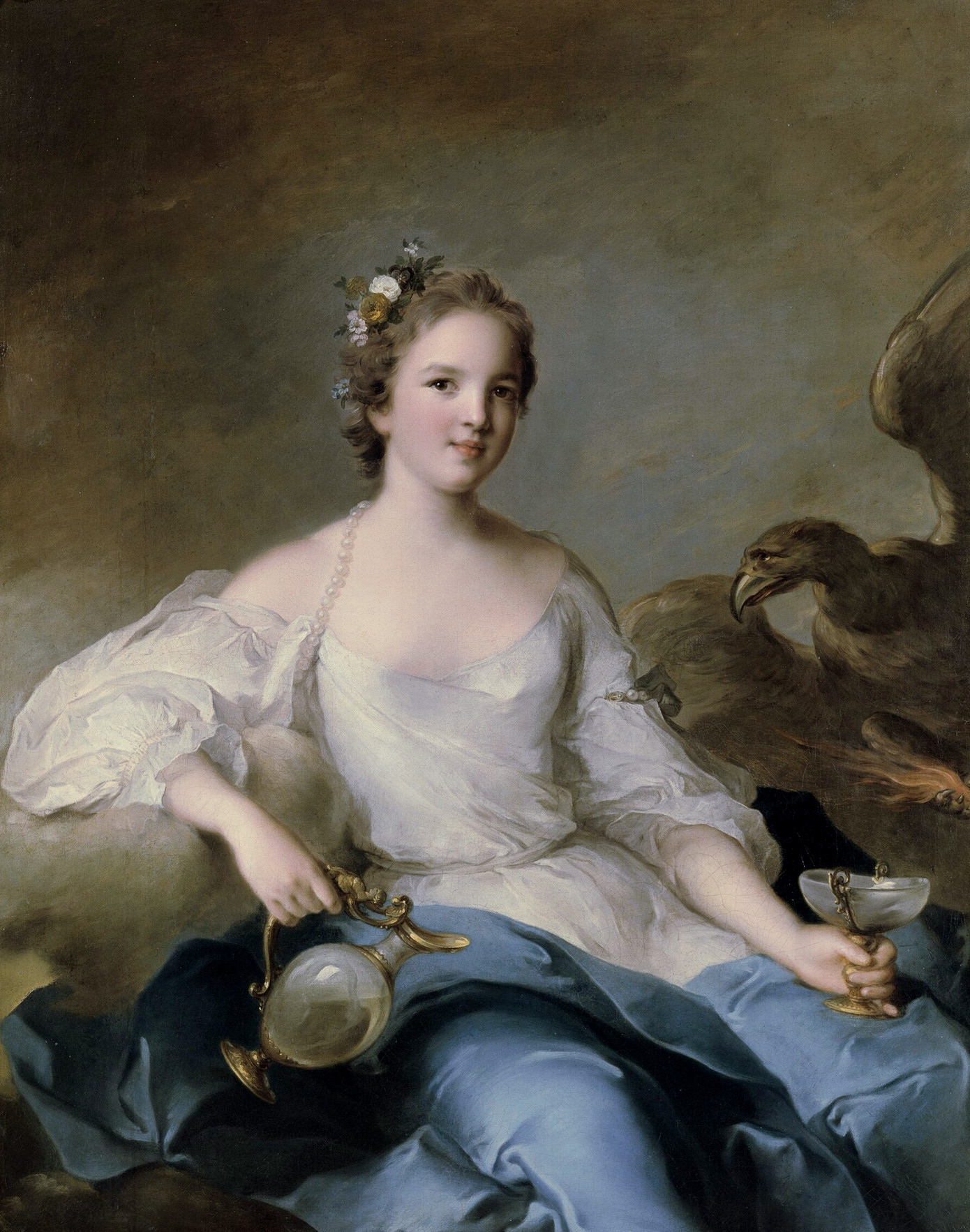
Luisina nejstarší dcera Šarlota Luisa, Jean-Marc Nattier, 1738

Luisa de Rohan zemřela 20. srpna 1780 ve věku 76 let v Chevilly. Svého manžela přežila o více než dvacet let.

## Potomci
Luisa manželovi porodila sedm dětí:
- Šarlota Luisa de Rohan (12. března 1722 – říjen 1786), provdala se za Viktora Filipa Ferrero-Fieschiho, knížete z Masserana, španělského velvyslance, se kterým měla potomky;
- Geneviève Armande Alžběta de Rohan, abatyše z Marquette (18. listopadu 1724 – 1766), nikdy se nevdala;
- Jules Hercule Mériadec de Rohan, kníže z Guéméné (25. března 1726 – 10. prosince 1800), oženil se s Marií Louisou de La Tour d'Auvergne, dcerou Charlese Godefroye de La Tour d'Auvergne a Marie Karolíny Sobieské; měli potomky;
- Marie Luisa de Rohan (1728 – 31. května 1737);
- Louis Armande Constantin de Rohan, kníže z Montbazonu (18. dubna 1731 – 24. července 1794), oženil se s Gabrielou Rosalií Le Tonnelier de Breteuil, dcerou Françoise Viktora Le Tonnelier de Breteuil; neměli potomky. Louis Armand byl popraven během revoluce;
- Louis René Édouard de Rohan, kardinál de Rohan (25. září 1734 – 16. února 1803), štrasburský arcibiskup; neměl potomky;
- Ferdinand Maximilien Mériadec de Rohan, arcibiskup z Cambrai (7. listopadu 1738 – 30. října 1813), měl nemanželské děti s Šarlotou Stuartovnou, vévodkyní z Albany, dcerou Karla Eduarda Stuarta a Clementiny Walkinshawové.